# Guillaume Schnaebelé
Guillaume Schnaebelé eller Wilhelm Schnäbele, född 11 oktober 1827, död 5 december 1900, var en fransk tjänsteman från Alsace. Han var mest känd för att ha arresterats av tyskar i april 1887 i vad som blev känt som Schnaebeleaffären, vilken nästan ledde till krig mellan Frankrike och Tyskland.
Vem som orsakade incidenten är fortfarande omdiskuterat, men tyska kanslern Otto von Bismarck har föreslagits som anstiftare utifrån flera möjliga skäl – som att hetsa Frankrike att starta krig, som ett sätt att uppskatta fransmännens stöd för Boulangismen eller att skapa en spänd situation gentemot Frankrike för att tvinga fram en förlängning av den rysk-tyska neutralitetsalliansen som vid den här tiden var omdiskuterat inom det ryska hovet.
Andra ser incidenten som resultatet av en serie händelser orsakade utan en enskild agenda, där Frankrikes general Georges Boulanger spelade en avgörande roll. Detta och ett antal andra incidenter som involverar general Boulanger har tillsammans kallats för Boulangeraffären, en serie händelser genanta för den nyligen bildade regeringen i Tredje franska republiken och som vissa anser nästan ledde till statskupp.

## Biografi
Guillaume Schnaebelé eller Wilhelm Schnäbele var från Alsace, född 1831 i Eckbolsheim nära Strasbourg. Efter fransk-preussiska kriget och Tysklands annektering av Alsace 1871 emigrerade han till Frankrike och ändrade därmed stavningen av sitt namn. Han hade deltagit i kriget och tilldelats hederslegionen. Efter incidenten 1887 blev han förflyttad till en ny tjänst i Laon. Han dog den 5 december 1900 i Nancy i Frankrike.

## Schnaebeleaffären

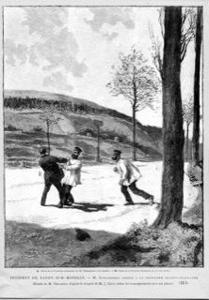
Illustration av hur Schnaebelé blir angripen vid gränsen av två tyska hemliga agenter.

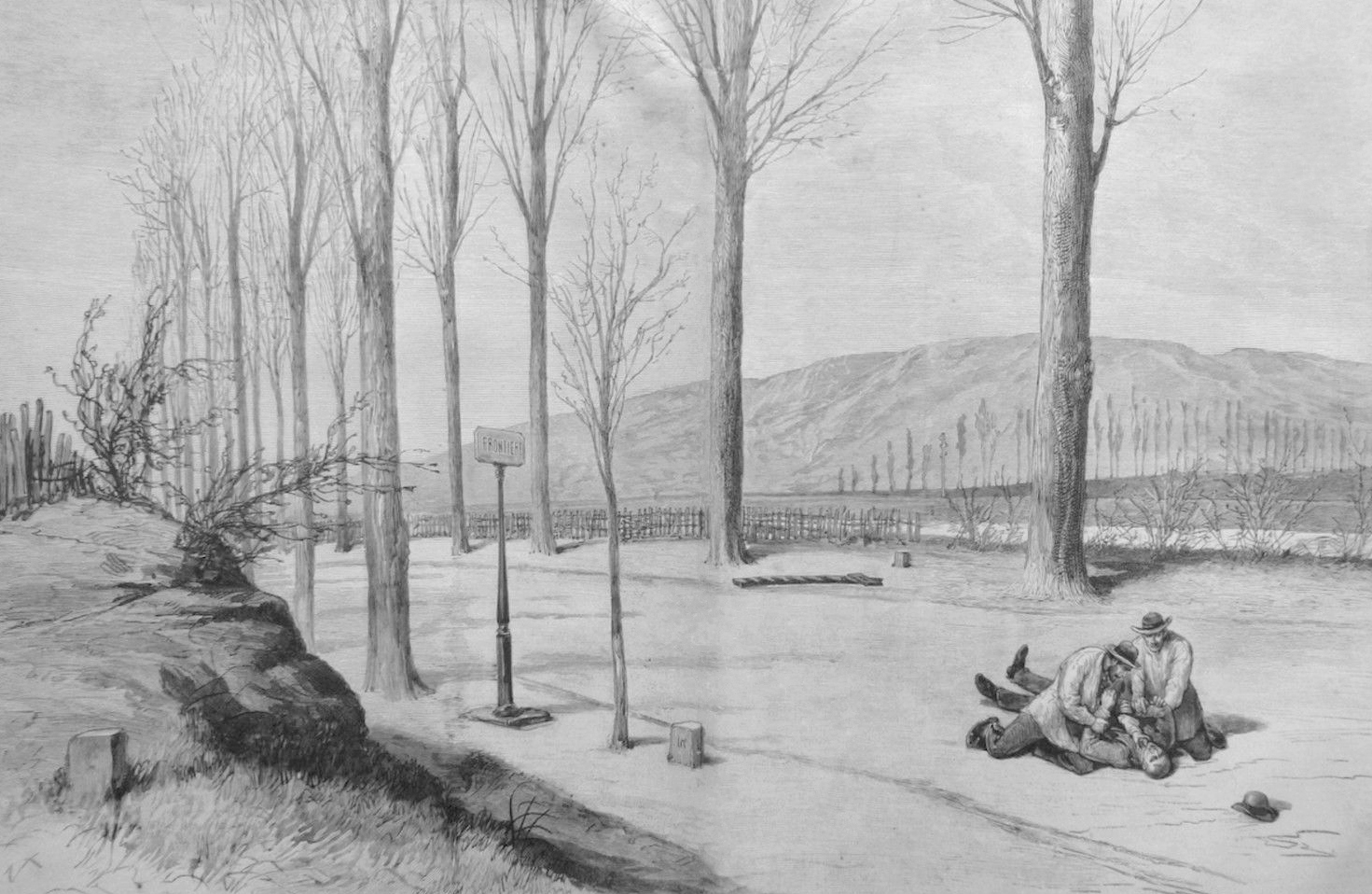
Illustration av hur Schnaebelé dras av sina angripare till den tyska (vänstra) sidan av gränsen. Observera gränsmarkören till vänster på vägen som markera gränsen mellan den franska vägen och den tyska järnvägsbanken.

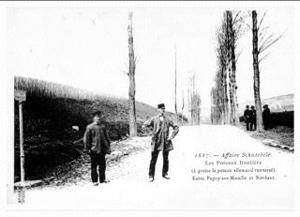
Fotografi taget kort efter gripandet. Personerna står på den franska vägen med ryggen mot den tyska järnvägsbanken. Gränsskylten syns till vänster.

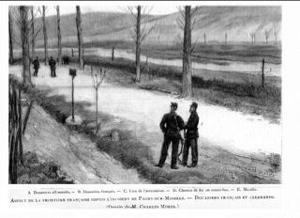
Illustration av hur franska gränstjänstemän tittar över gränsen (till vänster) efter händelsen.

Den 21 april 1887 rapporterade den franska nyhetsbyrån Havas att Schnaebelé, en okänd fransk polisinspektör på mellannivå, hade arresterats av två agenter från den tyska hemliga polisen vid den fransk-tyska gränsen nära Pagny-sur-Moselle när han var på väg till Ars an der Mosel (nu Ars-sur-Moselle) för ett möte med den tyska polisinspektören där, på begäran av den senare. En tvist följde om gripandet hade ägt rum på franskt eller tyskt territorium men oavsett hävdade fransmännen att Schnaebelé under omständigheterna hade rätt till immunitet även om han var på tyskt territorium sedan han hade bjudits in till ett möte av tyska tjänstemän. Anledningen som de tyska myndigheterna gav för gripandet var att de i en tidigare utredning kring anklagelser gentemot ett antal personer från Alsace om förräderi hade bevis framkommit som pekade på att Schnaebelé hade varit inblandad i att överföra information till Paris om tyska befästningar, som byggts av personer från Alsace, och att en order därför hade utfärdats för att gripa honom om han någonsin skulle återfinnas på tysk mark. Med andra ord ansåg tyskarna att Schnaebelé var en spion.
Inom en vecka efter gripandet släpptes Schnaebelé den 28 april på order av den tyska kejsaren Vilhelm I. I en depech samma dag till den franska ambassadören i Berlin förklarade Bismarck att även om tyska myndigheter ansåg att arresteringen var korrekt ansågs det lämpligt att släppa Schnaebelé då affärsmöten mellan gränstjänstemän "alltid måste betraktas som skyddade av ett ömsesidigt säkert uppförandeprotokoll." Detta markerade slutet på affären.
Den veckolånga incidenten mellan 21 och 28 april, resulterade i så hotfulla och provokativa uttalanden från båda sidor att allvarlig oro för krig rådde. En stor del av den tyska pressen krävde att Tyskland inte skulle ge efter. I Frankrike röstade regeringen 6 mot 5 emot ett ultimatum som krävde att Schnaebelé skulle släppas med en ursäkt, vilket nästan säkert skulle ha inneburit krig, på samma sätt som skett vid händelsen med emsdepeschen 1870. Ultimatumet hade lagts fram av franska krigshökar tillsammans med försvarsministern Georges Boulanger, som också lade fram ett förslag att mobilisera en armékår.
Efter Schnaebelés frisläppande och Bismarcks brev trodde många i den franska allmänheten att Bismarck backade för att han var rädd för Boulanger vilket ökade Boulangers status som nationalhjälte och förstärkte hans image som Frankrikes "hämnare" gentemot Tyskland. Egentligen var det istället en olägenhet för den republikanska regeringen, som visste att den franska armén inte var bättre rustad än 1870, då Tyskland snabbt hade besegrade dem i fransk-preussiska kriget. Boulangers hetsande mot Tyskland under den veckolånga krisen var en reell fara för republiken. Av denna och andra anledningar avsattes Boulanger den 7 juli 1887 som försvarsminister och skickades av regeringen till en provinspost för att förhoppningsvis glömmas bort, men inte innan beundrande folkmassor försökte stoppa hans tåg från lämnar Paris.

### Händelsen
Enligt en källa gick händelsen till så här: Det var en kall dag och Schnaebelé bar rock och cylinderhatt. Han gick raskt vägen fram som ledde från Nancy i Frankrike, till Metz i dåvarande Lothringen i tyska riket. Vägen var tom på folk. på vänster sida arbetade två fransmän i en vingård. På hans högra sida fanns ett antal tyska järnvägsarbetare, dock utom synhåll men inom hörhåll. Gautsch, den tyska kollegan i Ars an der Mosel som an ska möta finns inte i närheten. Schnaebelé undrar om Gautsch ställt in mötet. Schnaebelé väntar otåligt ett antal steg från tyska gränsen. Plötsligt dyker en man i grå skjorta upp på den tyska sidan, hälsar på Schnaebelé, rusar sedan på honom och försöker tvinga över honom till tyska sidan. Schnaebelé lyckas motstå men en andra man i grå skjorta dyker upp. Schnaebelé backar några steg och undrar på tyska: "Vad vill ni mig?? Jag är Guillaume Schnaebele specialkommissarie Pagny. Jag är hemma! Det här är gränsen." De båda angriparna lyssnade inte och fortsatte brotta honom över gränsen. De båda franska bönderna ingrep inte, men de sex tyska järnvägsarbetarna kom dit efter ropen på hjälp. Men vad de får se hindrar dem från att handla: de två angriparna tar av sig sina skjortor och visar sig bära tyska polisens uniform. Efter detta står allt klart. De sätter handbojor på Schnaebelés handleder och leder honom till fot till byn Novéant och sedan vidare med tåg till Metz. Där kastas han i fängelse och hålls issolerad.

### Orsaker
Orsakerna till arresteringen och frisläppandet av Schnaebelé har aldrig helt förklarats, men det finns teorier, både dåtida och moderna.
Teorier från tiden inkluderar Elie de Cyon, som hävdade att Bismarck provocerat fram händelsen medvetet (av skäl som förklaras nedan); att tsar Alexander III, som var orolig för freden i Europa, skrev ett brev till William I om detta, och att kejsaren, som gick över huvudet på kanslern Bismarck, beordrade att Schnaebelé skulle friges. Flera franska politiker misstänkte vid  tiden att det hela var en kupp av Bismarck för att kunna uppskatta styrkan i de antityska sentimenten i Frankrike – ett sätt att testa om Boulanger hade tillräcklig allmän opinion för att göra Boulangismen till en verklig fara, genom en händelse, som när som helst kunde avslutas med enbart en ursäkt utan någon egentlig påverkan på den nationella tyska värdigheten. I Tyskland sammanföll händelsen med att Bismarck försökte att tvinga fram en ny och mycket dyr försvarsbudgett i der reichstag och det har spekulerats i att det var nödvändigt att elda på krigshotet för att rättfärdiga dessa nya skatter. However, the Army Bill was passed on 11 March, three weeks before Schnaebelé crossed the border.
Bismarck kan ha försökt uppvigla konflikten med Frankrike inför att Tysklands neutralitetsavtal med Ryssland skulle upphörde samma år (undertecknades först 1881 och förnyades 1884) - Tyskland visste av erfarenhet att det inte hade råd med ett krig med Frankrike utan ett neutralt eller allierat Ryssland. Ryssland skulle bara hålla sig neutralt om ansvaret för krig lades på Frankrike, vilket skedde 1870. När så den franska regeringen stod på sig och lade fram obestridliga bevis, som inte kastade någon skugga på Frankrike, visste Bismarck, av tidigare erfarenhet, att han inte kunde räkna med Rysslands neutralitet vid en väpnad konflikt och han blev tvungen att retirera, varför Schnaebelé frigavs. Också kopplat till ryssarna så kan Bismarck ha velat skapa en konflikt med Frankrike, för att motverka det panslaviska partiet i Ryssland, som vid den tiden verkade för att den ryska kejsaren inte skulle förnya den rysk-tyska alliansen.
Samtida forskare (1989) föreslår en enklare förklaring. Schnaebelé var faktiskt involverad i spionage och verkade under uttrycklig begäran från Boulanger. Trots detta hade Schnaebelé ändå bjudits in till tyskt territorium av tyskar, vilket skulle utgöra garanti för säker lejd varför arresteringen ändå var olaglig, och detta var anledningen till att Bismarck gick med på att han skulle släppas. Bismarck retirerade enkom på grund av att omständigheterna vid gripandet.

## Arv
År 2005 då spår för TGV drogs till Pagny-sur-Moselle döptes en bro efter Schnaebelé.